# The Kolors
The Kolors es una banda italiana de rock pop fundada en 2010 por el vocalista Stash Fiordispino, el batería Alex Fiordispino y Daniele Mona que toca el sintetizador. El grupo ha lanzado tres álbumes de estudio: I want (2014), Out (2015) y You (2017). Son conocidos por su hit "Everytime", primer sencillo de su segundo álbum de estudio.

## Historia
La banda saltó a la fama en 2010 cuando se convirtió en la banda de Le Scimmie, un famoso club de Milán.
Durante el año 2015, The Kolors ha participado en el programa de TV Amici di Maria De Filippi, en el equipo de Elisa. En la final el 5 de junio de 2015 la banda ganó el show y el Premio della Critica dada por los periodistas.

## Miembros
- Antonio Stash Fiordispino – voz, guitarra, piano, sintetizador, batería
- Daniele Mona – sintetizador, Talk box, bajo
- Alex Fiordispino – batería

## Discografía

### Álbumes de estudio
| Año  | Título | Ranking | Certificación     |
| Año  | Título | ITA     | Certificación     |
| ---- | --- | ------- | ----------------- |
| 2014 | I want - Lanzamiento: 19 de mayo de 2014 - Etiqueta: Mr Boost/It-Why Distribuzione - Formato: CD, descarga digital | 59      |                   |
| 2015 | Out - Lanzamiento: 19 de mayo de 2015 - Etiqueta: Baraonda Edizioni Musicali - Formato: CD, descarga digital       | 1       | - ITA: 4× Platino |
| 2017 | You - Lanzamiento: 19 de mayo de 2017 - Formato: Cd, descarga digital                                              | 4       |                   |

### Sencillos
| Año  | Título                  | Los gráficos | Certificación        | Álbum |
| Año  | Título                  | ITA          | Certificación        | Álbum |
| ---- | ----------------------- | ------------ | -------------------- | ----- |
| 2015 | "Everytime"             | 6            | - ITA: Platino       | Out   |
| 2015 | "Me Minus You"          | —            |                      | Out   |
| 2015 | Why Don't You Love Me?" | —            |                      | Out   |
| 2015 | "OK"                    | 64           | Out – Deluxe Edition |       |